# Mendon Township (Iowa)
Pour les articles homonymes, voir Mendon Township.
Mendon Township est un township, du comté de Clayton en Iowa, aux États-Unis,.